# Kōji Sakamoto
Kōji Sakamoto (坂本 紘司?, Sakamoto Kōji; Shiga, 3 dicembre 1978) è un ex calciatore giapponese, di ruolo centrocampista.

## Palmarès
- Campionato giapponese: 1

Júbilo Iwata: 1999